# Don Gorske
Donald A. "Don" Gorske, född 28 november 1953 i Fond du Lac i Wisconsin, är en amerikansk Big Mac-entusiast som innehar Guinnessrekordet för flesta ätna Big Mac-hamburgare: 32340 stycken. Sedan 17 maj 1972 har Gorske, åtta dagar undantaget, ätit minst en Big Mac-hamburgare om dagen. Senaste dagen utan en Big Mac-hamburgare var under Thanksgiving 2000.

## Historian
Gorske påstår att han den 17 maj 1972, som ett sätt att fira ett nybilsförvärv, åkte till McDonalds och åt tre stycken Big Mac-hamburgare. Han återvände ytterligare två gånger samma dag. Totalt åt han nio Big Mac-hamburgare den dagen.
Gorske påstår vidare att han åt 265 Big Mac-hamburgare följande månad, i genomsnitt 8.5 burgare per dag. Om det är sant så skulle det betyda att han konsumerat 4600 kalorier och 247 gram fett dagligen, totalt 143,100 kalorier och 7.66 kilo fett på en månad. Han påstår även att han nästan bara dricker Coca-Cola och i dokumentären Super Size Me säger han att han sällan äter strips.
I början så sparade Gorske alla Big Mac-kartonger i bakluckan på bilen. Han mötte och friade till sin fru Mary på en McDonalds-restaurang 1973. De gifte sig två år senare. Gorske påstår också att han bara ätit en Whopper på Burger King år 1984, och kommer aldrig äta en igen. Gorske hävdar att han prövade en Whopper efter att han och hans kompis slagit vad om att äta en för 5 dollar. Han spenderade pengarna på att köpa Big Mac-hamburgare.

## Källhänvisningar
1. ↑  ”Don Gorske Biography”. Internet Movie Database. http://www.imdb.com/name/nm1707976/bio. Läst 27 november 2015.
2. ↑  ”Most Big Macs consumed”. Guinness Rekordbok. 24 augusti 2016. http://www.guinnessworldrecords.com/world-records/most-big-macs-consumed. Läst 20 september 2017.
3. 1 2  ”American man eats 25,000th Big Mac” (på engelska). Telegraph. 18 maj 2011. Arkiverad från originalet den 21 september 2017. https://web.archive.org/web/20170921000424/http://www.telegraph.co.uk/foodanddrink/foodanddrinknews/8520053/American-man-eats-25000th-Big-Mac.html. Läst 20 september 2017.